# یوسف عزیزی بنی طرف
یوسف عزیزی بنی‌طُرُف (زاده ۱۳۳۰ خورشیدی در سوسنگرد) نویسنده و روزنامه‌نگار و تجزیه طلب ایرانی عرب‌تبار است.

## فعالیت حرفه‌ای
بنی طرف کتابهایی به زبان‌های فارسی و عربی نوشته و ترجمه کرده‌است. وی عضو کانون نویسندگان ایران، عضو کانون نویسندگان سوریه، عضو افتخاری انجمن قلم بریتانیا (انجلیش پن) و دبیر کانون مبارزه با نژادپرستی و عرب ستیزی در ایران است.
یوسف عزیزی مقاله‌ها و پژوهش‌هایی دربارهٔ تاریخ، ادبیات و فرهنگ مردم عرب اهواز و همچنین مسائل ایران و خاورمیانه به زبان‌های فارسی، عربی و انگلیسی منتشر کرده و به عنوان تحلیلگر مسائل سیاسی با رسانه‌های عرب و فارسی‌زبان مصاحبه می‌کند.
یوسف عزیزی بنی طرف اولین عضو عرب‌تبار  در کانون نویسندگان ایران است.
یوسف عزیزی بنی طرف عضو تحریریه روزنامه همشهری بود، اما در سال ۸۳ از این روزنامه اخراج شد . او در زمانی که در تهران زندگی می‌کرد همچنین نویسنده روزنامه‌های السفیر (چاپ بیروت) و الزمان (چاپ لندن) بود.
مجله «ارابیان بیزنس» او را به عنوان یکی از ۵۰۰ شخصیت مؤثر در جهان عرب معرفی کرد.

## بازداشت
در پی بروز اعتراضات در اهواز و سایر شهرهای خوزستان در فروردین سال ۱۳۸۴، یوسف عزیزی بنی‌طرف طی یک سخنرانی در کانون مدافعان حقوق بشر به «سرکوب خشونت‌بار ناآرامی‌های خوزستان» اعتراض کرد و به دنبال آن در تهران بازداشت شد. او پس از دو ماه زندان، آزاد شد ولی جلسات متعدد بازپرسی و دادگاه بین سالهای ۸۴ تا ۸۷ ادامه داشت. سرانجام در سال ۸۷ حکم ۵ سال زندان به اتهام دامن زدن به تظاهرات سال ۸۴ در اهواز دریافت کرد.
یوسف عزیزی بنی‌طرف طی یک سخنرانی در کانون مدافعان حقوق بشر به «سرکوب خشونت‌بار ناآرامی‌های خوزستان» اعتراض کرد و به دنبال آن او را در روز پنجم اردیبهشت سال ۸۷ وی را در خانه‌اش در تهران، بازداشت کردند. عزیزی یک شب را در بند ۲۰۹ زندان اوین و ۶۵ روز دیگر را در انفرادی زندانی در اهواز گذراند. پس از آزادی، چندین جلسه دادگاه و بازپرسی در فاصله سال ۸۴ تا ۸۶ برای محاکمه وی برگزار شد. همچنین معاونت امنیت دادسرای انقلاب تهران در شهریور ۸۵ اتهام جدید تبلیغ علیه نظام را به وی تفهیم کرد و وثیقه او به ۱۰۰ میلیون تومان افزایش یافت.
عزیزی در تابستان ۸۶ به علت سخنرانی در انجمن صنفی روزنامه‌نگاران، دوباره به دادگاه احضار شد.
عزیزی در ۱۸ تیرماه سال ۱۳۸۷ به عنوان عضو علی‌البدل هیئت دبیران کانون نویسندگان ایران انتخاب شد. در ۲۰ مرداد ۱۳۸۷ او از سوی شعبه ۱۵ دادگاه انقلاب تهران (به ریاست قاضی صلواتی
) حکم پنج سال زندان به دلیل «تبانی برای برهم زدن امنیت داخلی کشور
» دریافت کرد. به گفته وکلیش این حکم به خاطر حوادث ۲۶ فروردین ماه ۸۴ بود.
یوسف عزیزی بنی‌طرف اتهام هرگونه دخالت در این حوادث را رد کرد و گفت که در آن زمان در تهران بوده‌است.
او در گفتگویی با دویچه‌وله نیز مشارکت در حوادث اهواز را رد کرد و کار خود را تنها، روشنگری، پژوهش و انتقاد از اشتباه‌ها عنوان کرد.
عزیزی بنی طرف سرانجام از ایران خارج شد.

## آثار
- قبایل و عشایر در خوزستان
- نسیم کارون جزء اول
- نسیم کارون جزء دوم
- افسانه‌های ملت عرب اهواز
- حته و عیون شربت[۵]
- لاله‌های بی نشان[۶]
- قبایل و عشایر عرب خوزستان: با نگاهی به آیین فصل، شعر، هنر و تاریخ
- حته، شط و مرداب[۷]
- چشمان شربت: مجموعه داستان

### ترجمه
- نبرد مردم فلسطین پیش از سال ۱۹۴۸ (ترجمه)
- کابوس کوچ (ترجمه)
- فراماسونری در جهان عرب (ترجمه)
- روز قتل رئیس‌جمهور و دوازده داستان کوتاه (ترجمه)
- براده‌های یک زن (ترجمه)
- اندیشه‌ها و جنبشهای نوین سیاسی اجتماعی در جهان عرب (ترجمه)